# Charlotte des Essarts
Charlotte des Essarts, dite Mademoiselle de La Haye, née entre 1580 et 1588, et morte le 8 juillet 1651 à Paris, est une dame de la noblesse française, comtesse de Romorantin en 1606, marquise de Vitry par son mari, dame de Sautour. Elle fut une des maîtresses d'Henri IV dont elle eut deux filles.

## Biographie
Fille de François des Essarts (mort en 1590 à Troyes), seigneur de Sautour et de Sormery, écuyer d'écurie du roi, lieutenant du roi en Champagne, et de Charlotte de Harlay-Champvallon, dame de Bonnard, Bassou et Champvallon, Charlotte des Essarts voit le jour entre 1580 et 1588.
Encore enfant, elle est placée au service de la comtesse de Beaumont-Harlay, une parente par alliance qu'elle suit en Angleterre où elle aurait eu, en 1605, une liaison avec son cousin, Christophe II de Harlay-Beaumont (v. 1570-† 1615 ; fils d'Achille), ambassadeur de France à Londres de 1602 à 1607.
Elle rentre en France la même année que lui et est présentée à la cour au mois de mars. Le roi Henri  ne tarde pas à en faire sa maîtresse. Elle était, nous dit l'historien Jules Dubern[réf. nécessaire] : « remarquable par sa grâce naturelle, mais une éducation manquée nuisait à ses agréments. ». Elle eut deux filles avec le roi, Jeanne Baptiste (1608-1670), qui devint coadjutrice puis 31e abbesse de l'abbaye de Fontevraud, et Marie Henriette (1609-10 février 1629) — dite sœur Placide — qui devint abbesse de l'abbaye de Chelles de 1627 à 1629. Seule Jeanne est légitimée. En effet, Charlotte des Essarts ne se limite pas à son royal amant. Les deux petites filles grandissent auprès de leur mère, au contraire d'autres bâtards d'Henri IV qui grandissent dans la "pouponnière" de Saint-Germain-en-Laye (les enfants de Gabrielle d'Estrée et d'Henriette d'Entragues).
Henri IV lui verse une pension de deux à trois mille livres et ordonne que l'on « meuble princièrement son logement »[réf. nécessaire].
Elle est aussi la maîtresse de M. de Beaumont qui, pour se venger d'être délaissé, fera transmettre les lettres enflammées de celle-ci au roi qui en sera furieux[réf. nécessaire].
En 1611, avec une dispense du pape Paul V, elle aurait épousé le cardinal de Guise, Louis de Lorraine, le 4 février 1611, avec qui elle a plusieurs enfants dont Charles-Louis de Lorraine, Charlotte, Achille, Henri et Louise.
Après la mort du cardinal à Saintes le 21 juin 1621, elle vécut trois ans en ménage avec Dominique de Vic, archevêque d'Auch.
En 1630, elle épouse François de l'Hospital, maréchal de France, seigneur du Hallier, marquis de Vitry, comte de Rosnay, gouverneur de Paris en 1638 . Ce mariage resta sans postérité.
En 1642, souhaitant voir légitimer les enfants qu'elle avait eus du cardinal de Guise, elle se lance dans des intrigues pour réconcilier le roi et les Guises, mais trompée par de faux amis, elle est disgraciée, après le traité de Saint-Germain, et envoyée dans ses domaines par le cardinal de Richelieu.
En 1651, elle meurt en exil.

## Armoiries
Des Essarts : « De gueules à trois croissants d'or ».